# Benjamin Zuckerman
Benjamin Michael Zuckerman, né le 6 août 1943, est un astrophysicien et professeur émérite au Département de Physique & Astronomie de UCLA.

## Publications
Depuis 1965, B. Zuckerman a publié plus de 200 articles dans, entre autres, Astrophysical Journal, Nature, Astronomy & Astrophysics et Science, dont il est le premier auteur de presque 100. 